# Tolypocladium
Tolypocladium W. Gams – rodzaj grzybów z rodziny Ophiocordycipitaceae.

## Tryb życia
Znanych jest około 40 gatunków. Występują zarówno w siedliskach lądowych, jak i wodnych. Około 20 gatunków to pasożyty podziemnych grzybów z rodzaju Elaphomyces (jeleniak), 4 gatunki pasożytują na nimfach cykad, inne na larwach chrząszczy, poczwarkach ćmy bagiennej, larwach komarów, a nawet wrotkach. Ich askospory lub konidia i grzybnia przeżywają w glebie lub na różnych szczątkach roślinnych, butwiejącym drewnie, tkankach i powierzchniach roślin, powierzchni ciała owadów i roztoczy, ciałach grzybów Cordyceps i na porostach.

## Morfologia
Gatunki rodzaju Tolypocladium tworzą podkładki bezpośrednio na ciele żywiciela, czasami są pośrednio połączone z żywicielem poprzez struktury przypominające ryzomorfy. Podkładki mogą być pojedyncze lub do kilku i mogą być proste lub rozgałęzione. Trzon jest włóknisty i twardy, rzadko mięsisty, ciemnobrązowy do zielonkawego z oliwkowym odcieniem, rzadko białawy, cylindryczny i powiększa się w pobliżu płodnej części. Płodna część ma kształt maczugowaty do główkowatego i różni się kolorem. Perytecja są częściowo lub całkowicie zanurzone w podkładkach. Mogą też być na ich powierzchni lub powstawać na silnie zredukowanej podkładce. Worki są jednolite i długie, cylindryczne, z pogrubionym aparatem apikalnym. Askospory są nitkowate, w przybliżeniu tak długie jak worki, wieloprzegrodowe, zwykle rozczłonkowane na częściowe zarodniki i czasami nie rozpadają się po osiągnięciu dojrzałości. Są szkliste, wrzecionowate do cylindrycznych, z okrągłymi lub ściętymi końcami. Anamorfy są podobne do Chaunopycnis lub Verticillium. Kolonie na sztucznych podłożach (np. agar z dekstrozą ziemniaczaną, agar Czapek-Dox, agar z ekstraktem słodowym, agar Sabourauda z glukozą i agar wodny) są białe, watowate i rosną powoli. Konidiofory są zwykle krótkie i mają fialidy boczne lub końcowe, zwykle napęczniałe u podstawy i cienkie, często z wygiętymi szyjami. Konidia kuliste do owalnych, jednokomórkowe, szkliste, gładkie i skupione w małych główkach na końcach fialid.

## Systematyka i nazewnictwo
Pozycja w klasyfikacji według Index Fungorum: Ophiocordycipitaceae, Hypocreales, Hypocreomycetidae, Sordariomycetes, Pezizomycotina, Ascomycota, Fungi.
Takson utworzył James Herbert Ginns w 1971 r. Synonimy:
- Chaunopycnis W. Gams 1979
- Elaphocordyceps G.H. Sung & Spatafora 2007
- Mitrasphaera Dumort. 1822[3]

Gatunki występujące w Polsce:
- Tolypocladium capitatum (Holmsk.) C.A. Quandt, Kepler & Spatafora 2014 – maczużnik główkowaty
- Tolypocladium longisegmentatum (Ginns) C.A. Quandt, Kepler & Spatafora 2014
- Tolypocladium ophioglossoides (J.F. Gmel.) C.A. Quandt, Kepler & Spatafora 2014 – maczużnik nasięźrzałowy
- Tolypocladium rouxii (Cand.) C.A. Quandt, Kepler & Spatafora 2014

Nazwy naukowe według Index Fungorum, wykaz gatunków według internetowej listy.